# جون جون فلورنسا
جون جون فلورنسا (بالإنجليزية: John John Florence)‏ هو متركمج أمريكي، ولد في 18 أكتوبر 1992 في هونولولو في الولايات المتحدة.

## وصلات خارجية
- جون جون فلورنسا على موقع الرابطة العالمية لركوب الأمواج (الإنجليزية)
- جون جون فلورنسا على موقع EncyclopediaOfSurfing.com (الإنجليزية)
- جون جون فلورنسا على موقع اللجنة الأولمبية الدولية (الإنجليزية)
- جون جون فلورنسا على موقع أوليمبيديا (الإنجليزية)